# Малый тушканчик
Малый тушканчик (лат. Allactaga elater) — тушканчик рода земляных зайцев.

## Внешний вид
Малого размера, длина тела 5—15 см, хвоста 7—25 см, масса 44—73 г. Хвост длинный, глаза и задние конечности большие. Спина от тёмно до дымчато-серого цвета. Бока светлые, серовато-жёлтые. Шея, грудь, брюхо снежно-белые. Имеет длинные вибриссы. На лапах пять пальцев.

## Распространение
Страны распространения: Афганистан, Армения, Азербайджан, Китай, Грузия, Иран, Казахстан, Кыргызстан, Монголия, Пакистан, Российская Федерация, Таджикистан, Турция, Туркменистан, Узбекистан. Населяет пустынные и полупустынные регионы. Избегает открытых пространств и густой растительности. Этот вид встречается в некоторых деградированных местах проживания и по окраинам сельскохозяйственных районов.

## Образ жизни
Передвигается со скоростью до 48 км/час. Питается различными травами, семенами и насекомыми. Ведёт скрытный образ жизни, активен в сумерки и ночью. Живёт в норах длиной до 2 м и глубиной до 70 см. На большей части своего ареала проводит в зимней спячке около четырёх месяцев (с середины ноября до середины марта), но в Закавказье не впадает в спячку. Репродуктивный период начинается после зимней спячки (в Закавказье в феврале). Есть два репродуктивных пика в апреле и в августе-сентябре. Имеет 2—3 приплода в год с 2—6 детёнышами в выводке.

## Природоохранный статус
Не имеет серьёзных угроз. Этот вид встречается во многих природоохранных территориях.